# 埃寧格

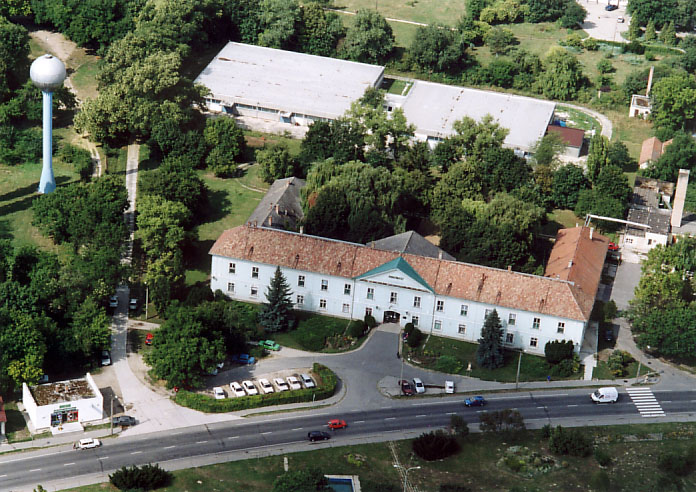

埃寧格（匈牙利語：Enying，發音：[ˈɛɲiŋɡ]）是匈牙利費耶爾州的城鎮，位於該國中部，距離州府塞克什白堡35公里，面積82.78平方公里，2011年人口6,847，其中約一半居民信奉天主教。

## 友好城市
- 德国 巴特乌拉赫
- 波蘭 希维尔克拉内乡（英语：Gmina Świerklany）
- 羅馬尼亞 胡埃丁